# Moss Vale
Moss Vale – miasto w Australii, w stanie Nowa Południowa Walia.